# Lightning Lake
Lightning Lake är en sjö i Kanada.   Den ligger i provinsen British Columbia, i den södra delen av landet, 3 400 km väster om huvudstaden Ottawa. Lightning Lake ligger 1 250 meter över havet. Arean är 0,28 kvadratkilometer. Den sträcker sig 1,2 kilometer i nord-sydlig riktning, och 1,2 kilometer i öst-västlig riktning.
I omgivningarna runt Lightning Lake växer i huvudsak barrskog. Trakten runt Lightning Lake är nära nog obefolkad, med mindre än två invånare per kvadratkilometer.